# 1077 (szám)
Az 1077 (római számmal: MLXXVII) az 1076 és 1078 között található természetes szám.

## A szám a matematikában
A tízes számrendszerbeli 1077-es a kettes számrendszerben 10000110101, a nyolcas számrendszerben 2065, a tizenhatos számrendszerben 435 alakban írható fel.
Az 1077 páratlan szám, összetett szám, félprím. Kanonikus alakja 31 · 3591, normálalakban az 1,077 · 103 szorzattal írható fel. Négy osztója van a természetes számok halmazán, ezek növekvő sorrendben: 1, 3, 359 és 1077.
Az 1077 húsz szám valódiosztó-összegeként áll elő, ezek közül legkisebb a 7483.

## Csillagászat
- 1077 Campanula kisbolygó